# Giuseppe Cortese (senatore)
Giuseppe Cortese (Sant'Angelo Lodigiano, 9 gennaio 1884 – 25 agosto 1960) è stato un politico italiano.

## Biografia
Medico, venne eletto nella I legislatura al Senato della Repubblica con il Partito Socialista Italiano, restando in carica dal 1948 al 1953.
Morì il 25 agosto 1960 all'età di 76 anni.